# پیر لوییز لاینز
پیر لوییز لاینز (انگلیسی: Pierre-Louis Lions؛ زادهٔ ۱۱ اوت ۱۹۵۶) دانشمند در زمینه آنالیز ریاضی اهل فرانسه است.
وی همچنین برندهٔ جوایزی همچون مدال فیلدز و لژیون دونور (فرمانده) شده‌است.